# Offene Karte

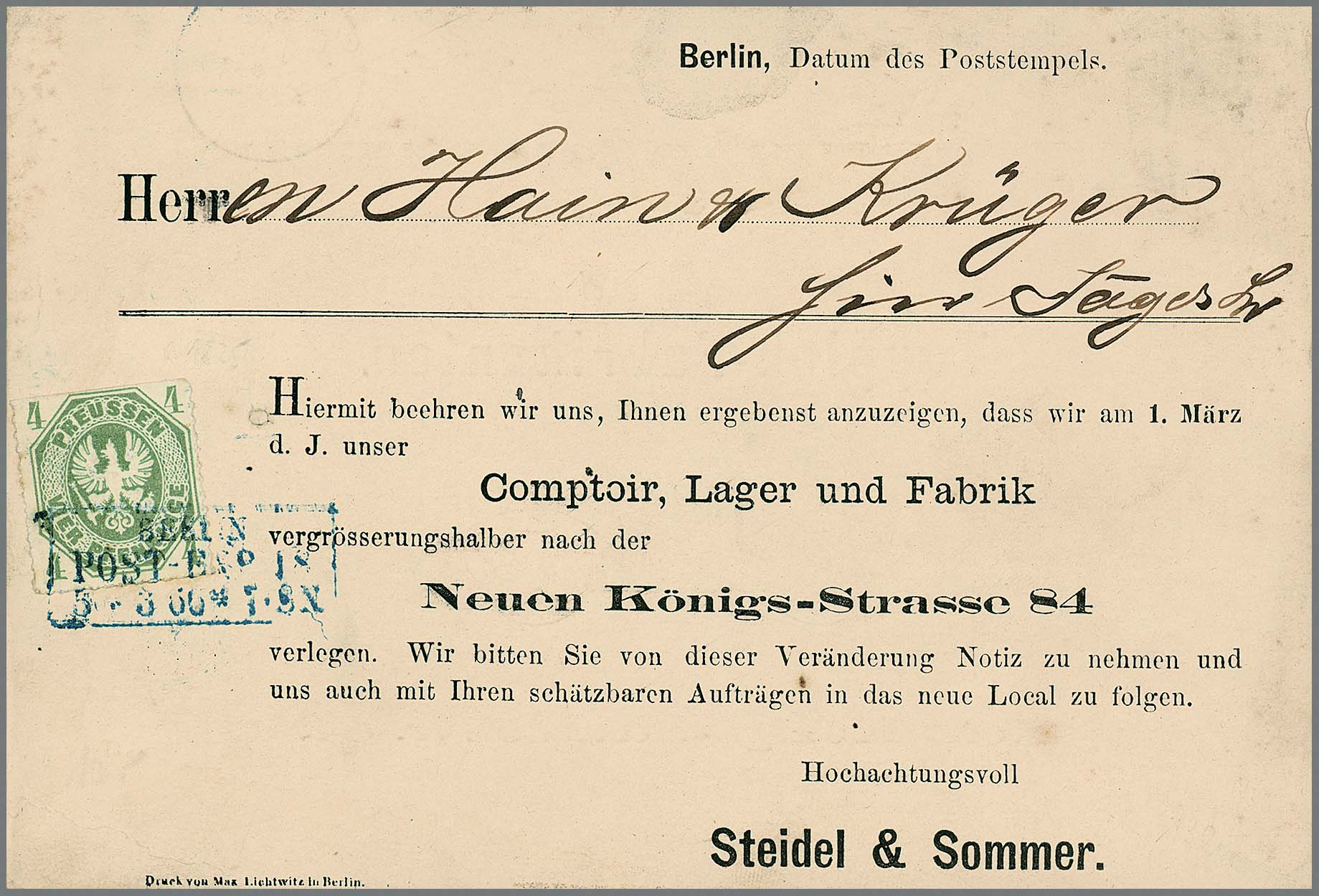
Beispiel für eine preußische „Offene Karte“ von 1866

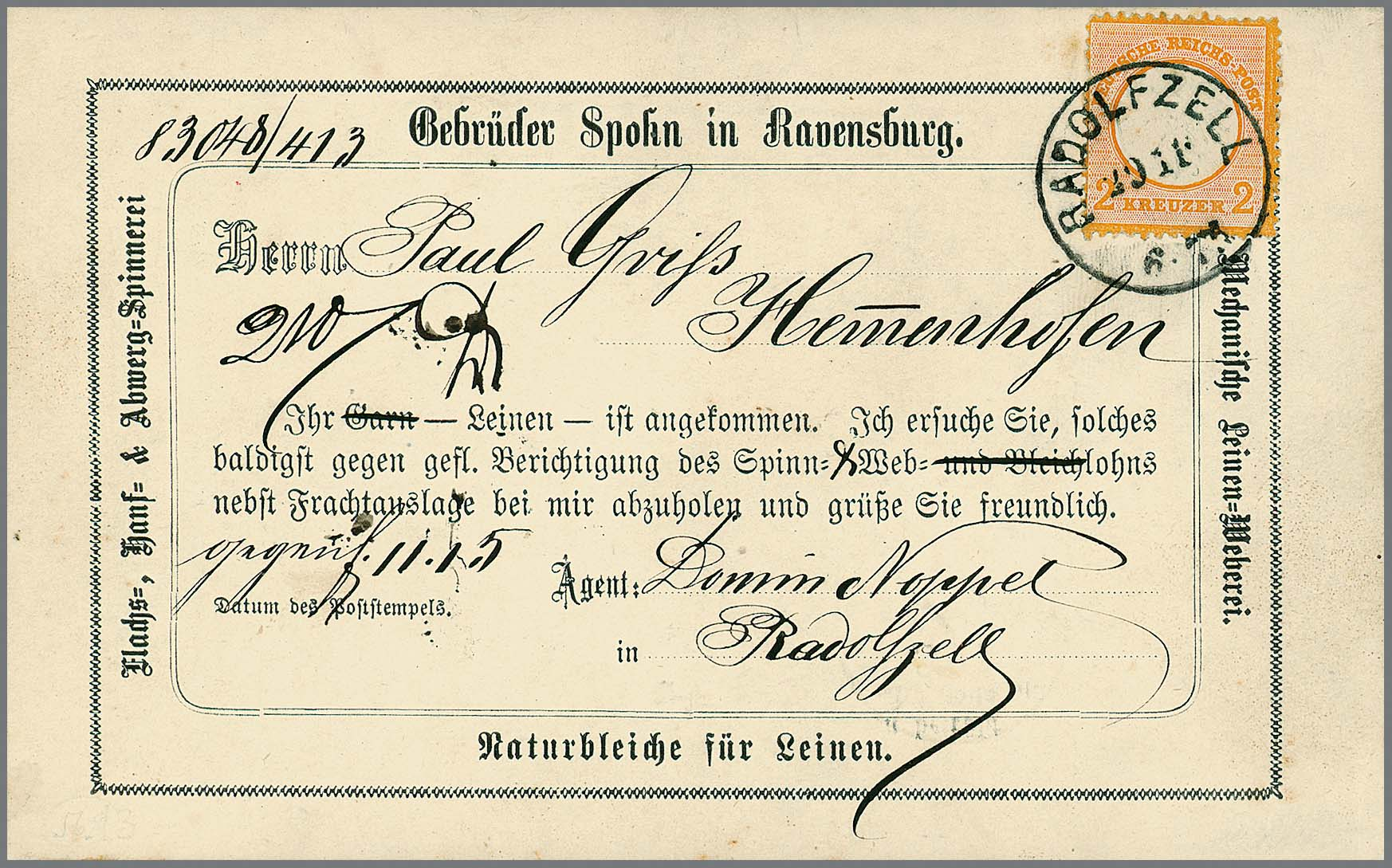
Beispiel einer Karte von einer Ravensburger Fabrik

Die Offene Karte oder Drucksachenkarte bzw. Avis-Karte war ein Vorläufer der Postkarten in den meisten altdeutschen Postgebieten. Heute werden sie in Sammlerkreisen oft als „Vertreterkarten“ bezeichnet, da sie meist zur Ankündigung eines Vertreterbesuchs oder anderer geschäftlicher Zwecke verwendet wurden. Diese Karten konnten zu ermäßigtem Drucksachenporto versandt werden.

## Geschichte
Offene Postsendungen waren ursprünglich, mit Ausnahme der Postanweisung in altdeutschen Staaten nicht erlaubt. Drucksachen mussten mit einem über Kreuz verschlungenen Streifband aus Papier, dem sogenannten „Kreuzband“, versendet werden. Diese Sendungen wurden „Kreuzbandsendungen“ genannt. 1865 wurden Offene Karten als erstes in Preußen durch eine Generalverfügung vom 30. Mai 1865 zum 1. Juni 1865 eingeführt. Somit entfiel die zeitaufwendige und damit kostenträchtige Umlegung von Kreuz- oder Streifbändern. Beinahe alle altdeutschen Staaten beziehungsweise Postgebiete (nämlich Baden, Bayern, Braunschweig, Norddeutscher Postbezirk, Oldenburg, Sachsen und Württemberg) folgten bald diesem preußischen Vorbild. Als 1870 in den deutschen Postgebieten Postkarten eingeführt wurden, wurde gleichzeitig die Offene Karte eingestellt.
Die ältesten bekannten ganzseitig bebilderten Karten:
- 5. Dezember 1866: Älteste bekannte deutsche Ansichtskarte (keine Offene Karte, sondern „als Briefpost geeignete Mustersendung“[4]) von Lithograf Wilhelm Schneider, Worms mit Poststempel vom 5. Dezember 1866, gelaufen von Westhofen nach Offstein, mit zwei 1-Kreuzer-Freimarken (Thurn-und-Taxis-Post), gedruckt auf hellgrünem Karton.[5][6] 1987 wurde die Karte durch das Auktionshaus Kruschel versteigert.[7] Ausrufpreis war 3000 DM und der Zuschlagspreis war 5500 DM.[7][8]

- 28. März 1867: Eine Karte, die 2007 auf einem Flohmarkt entdeckt wurde, mit Berliner Poststempel: P.E. No. 12 vom 28. März 1867, mit preußischer Briefmarke, Michel Nr. 16[9]

- 30. Oktober 1867: Diese sogenannte „Breslau-Karte“ galt lange Zeit als die älteste dieser Art.

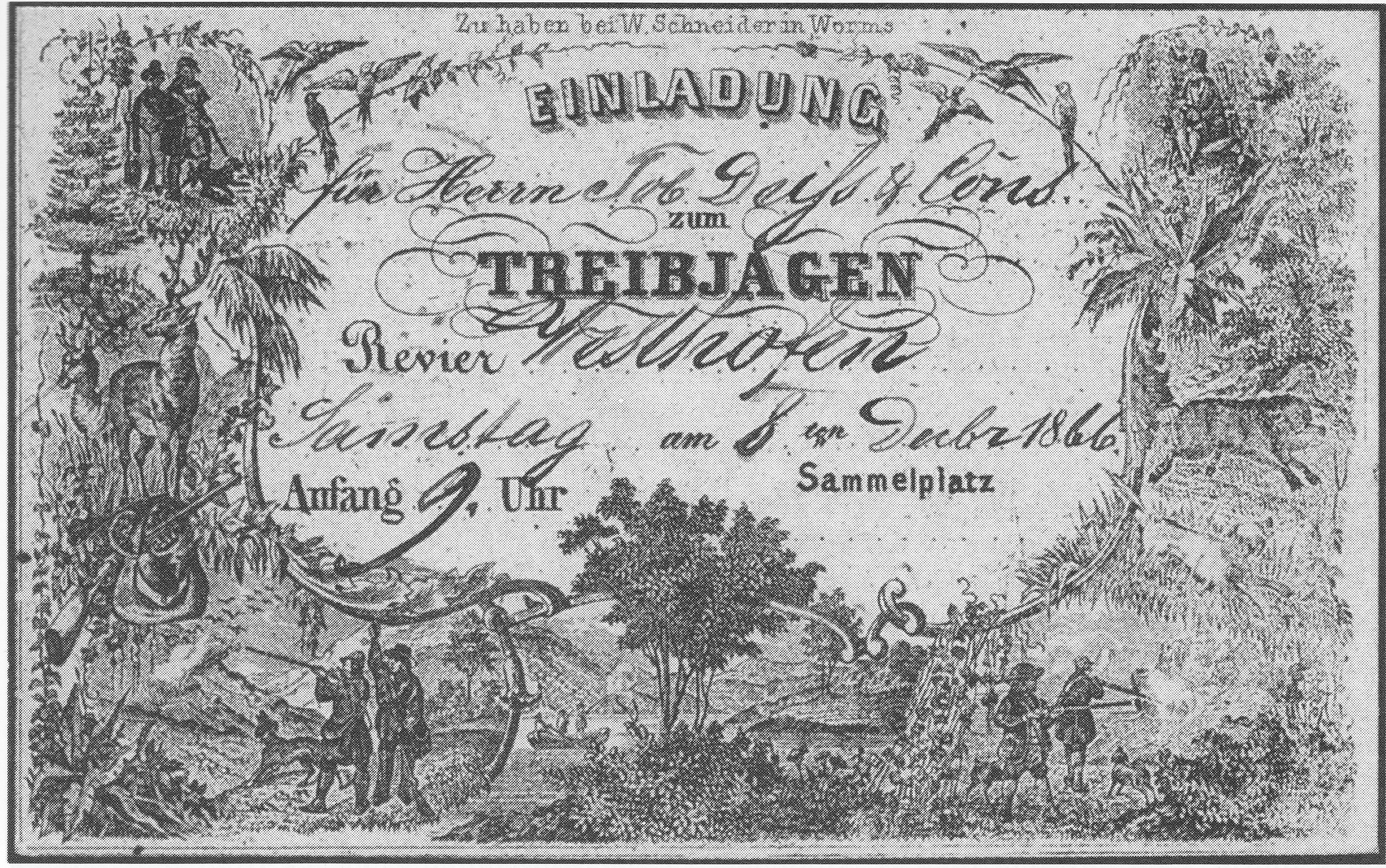
Karte von Wilhelm Schneider Worms
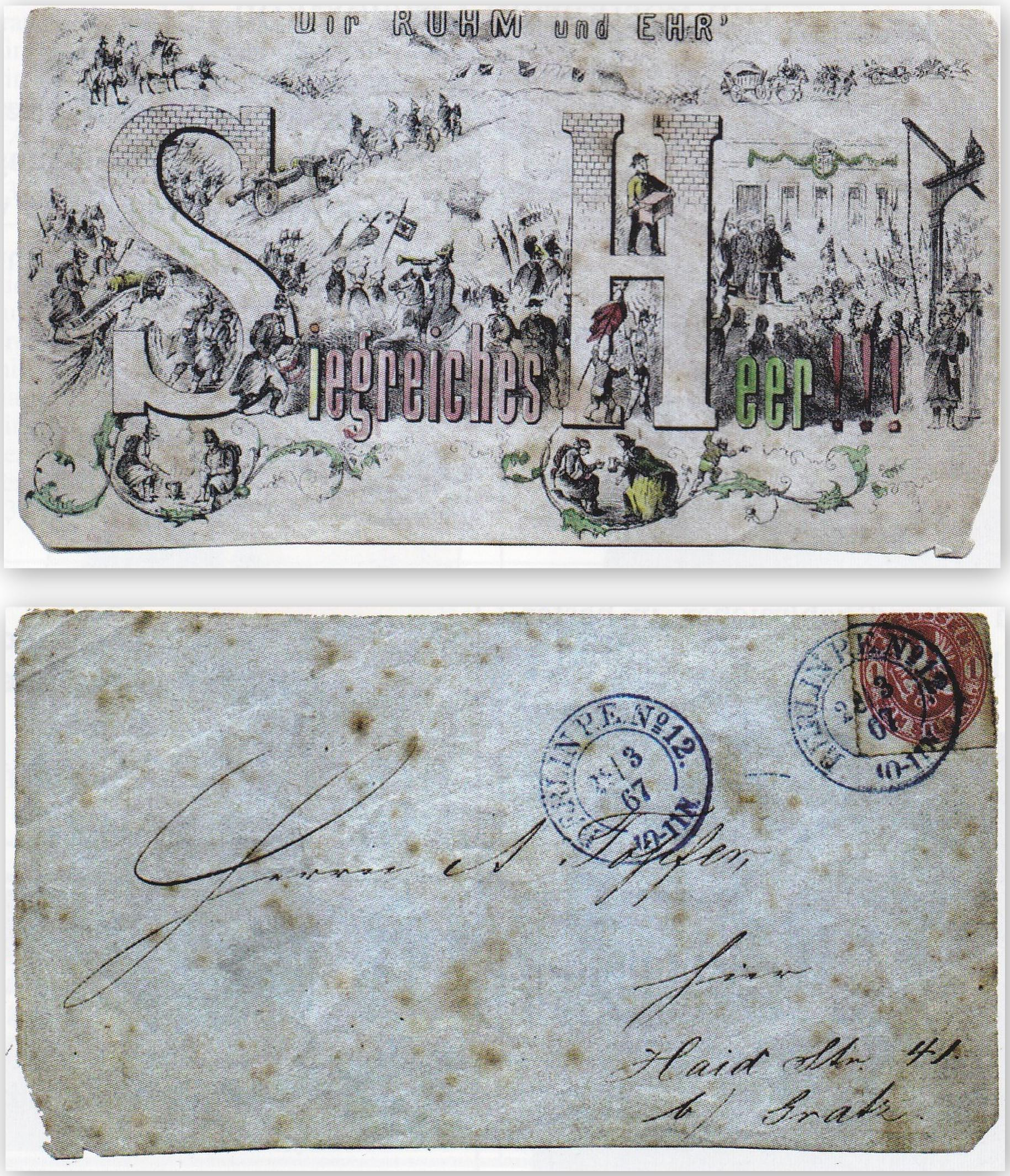
Zweitälteste Karte
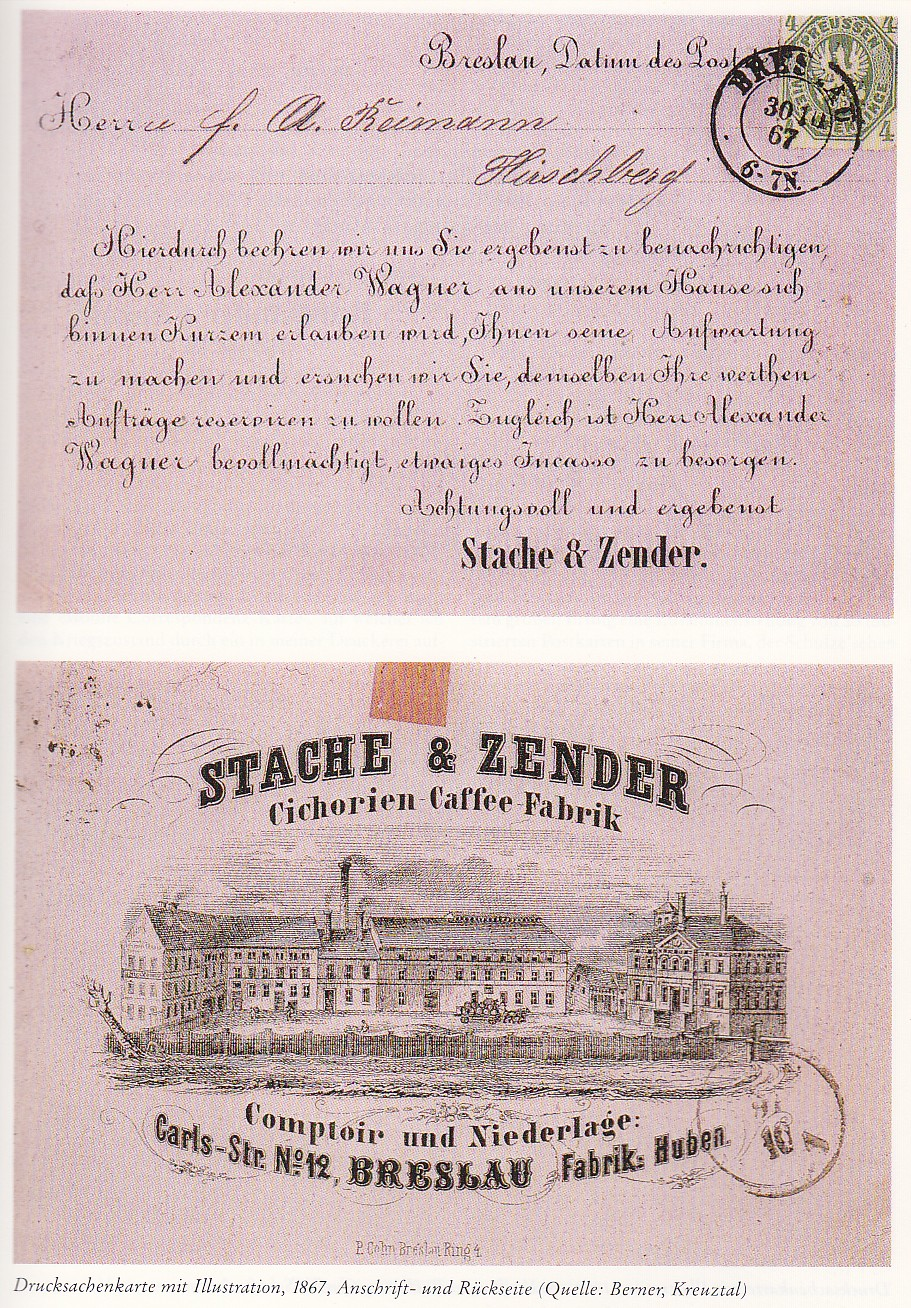
Breslau-Karte: Drittälteste Karte

## Merkmale
In der Regel sind auf den Karten Adresse und der gedruckte Mitteilungstext auf der Vorderseite vereint, auf der außerdem die Frankatur aufzukleben war, während die Rückseite meist unbedruckt war. Sie waren mit Freimarken zu bekleben. Als handschriftliche Vermerke waren außer der Adresse des Empfängers nur die Absenderangaben und bei Geschäftsanzeigen die Unterschrift zugelassen. Die Rückseite war nicht für individuelle beliebige Mitteilungen freigegeben. Manchmal waren sie mit meist kleinen Bilddrucken versehen. Nur ausnahmsweise nimmt auf diesen Karten eine Illustration die volle Rückseite ein, diese können als Vorläufer der Ansichtskarten in Deutschland angesehen werden. Einige sind mit bildlichen Darstellungen auf der Vorderseite werbewirksam ergänzt.